# Abraham Colles
Abraham Colles (Kilkenny, 23 luglio 1773 – 1843) è stato un medico irlandese professore di chirurgia, fisiologia e anatomia presso il Royal College of Surgeons in Ireland.
Nel 1811 scrisse un importante trattato di anatomia chirurgica e introdusse alcuni termini che sono sopravvissuti nella nomenclatura chirurgica fino ad oggi. Egli è ricordato per la descrizione della frattura dell'epifisi distale del radio, chiamata frattura di Colles.